# ヨハン・アンドレアス・シュタイン
ヨハン・アンドレアス・シュタイン（Johann Andreas Stein、1728年5月16日 - 1792年2月29日）は、ドイツのオルガン、クラヴィコード、チェンバロ、ピアノなど鍵盤楽器の製造技師。ピアノ製作の歴史における中心的な人物であり、いわゆるドイツ（ウィーン風）のハンマーアクションの設計の最終責任者であった。

## 人物・来歴
1728年、ドイツ・ヒルデスハイムに生まれる。オルガン製作者だった父親の下で修業し、後にストラスブールでピアノ製作をしていたゴットフリート・ジルバーマンの甥であるハインリッヒ・ジルバーマンに師事する。
1751年、アウクスブルクにピアノ工房を設立、フォルテピアノの製造を始める。
ジルバーマンが製作したピアノアクションのメカニズムに改良を加え、後に「ウィーン式アクション」と呼ばれるアクションを完成させる。
このアクションを搭載したモデルのピアノは、長年にわたって人気を集めた。
1777年、シュタインはアウクスブルクでモーツァルトと面識を持つ。モーツァルトは、10月22日に行われた３台のピアノ協奏曲の公開演奏でシュタインのフォルテピアノを使用し、独奏者はモーツァルト、大聖堂のオルガニストのデンムラー、そしてシュタインの３名であった。モーツァルトはシュタインのフォルテピアノについて、絶賛の手紙を残した。シュタインの楽器への高い評価を、父親に書き送ったのである。
ウィーン式アクションを採用したピアノ製作は娘であるナネッテ・シュトライヒャーをはじめ、孫のヨハン・バプティスト・シュトライヒャー、エミール・シュトライヒャーへと継がれていく。
シュタインが製作した2台のクラヴィコードは残っており、そのうちの1台は現在ブダペストのハンガリー国立博物館にある。これは、旅行中の練習用にレオポルト・モーツァルトが購入したものである。そして、ピアノと単一ランクのオルガンを組み合わせた楽器1台が、現在ヨーテボリの歴史博物館にある。

## 現代楽器のモデルとして
シュタインのピアノは、フィリップ・ベルトやポール・マクナルティなどの現代の製作者にとってのモデルの役割を果たしている。

## 録音
1. Gertrud Kottermaier. Mozart. Johann Andreas Stein Hammerflügel aus dem jahre 1785 im Mozarthaus in Augsburg. No label. Germany 1991
2. Christine Schornsheim (hammerflügel von Stein), Rüdiger Lotter (violine), Sebastian Hess (violoncello). Drei Klaviersonaten (Hammerflügel solo). Drei Trios für Cembalo, Violine, Violoncello.  Label: OEHMS Classic
3. Andreas Steier, Christine Schornsheim. Wolfgang Amadeus Mozart. Am Stein vis-a-vis. Label: Harmonia Mundi
4. Ronald Brautigam. Ludwig van Beethoven. Complete works for solo piano, Vol.9. Played on a copy of Stein piano made by Paul McNulty. Label: BIS
5. Alexei Lubimov and his colleagues. Ludwig van Beethoven. Complete piano sonatas. Played on copies of Stein, Walter, Graf, Buchholtz instruments made by Paul McNulty. Label: Moscow Conservatory Records
6. Amy & Sara Hamann. Beethoven. Piano Duets (Complete). Played on Yamaha disklavier, fortepianos after Stein 1784 and Nannete Streicher 1815. Label: Grand piano